# Roodebergia kitamurana
 Roodebergia kitamurana  B.Nord., 2002 è una specie di piante angiosperme dicotiledoni della famiglia delle Asteraceae, sottofamiglia Asteroideae,  tribù Astereae (Basal grade) e sottotribù Homochrominae.  Roodebergia kitamurana è anche l'unica specie del genere  Roodebergia  B.Nord., 2002.

## Etimologia
Il nome scientifico della specie è stato definito dal botanico Rune Bertil Nordenstam (1936-) nella pubblicazione " Acta Phytotaxonomica et Geobotanica. [Shokubutsu bunrui chiri.]" ( Acta Phytotax. Geobot. 53(2): 101) del 2002. Il nome scientifico del genere è stato definito nella stessa pubblicazione.

## Descrizione
Portamento. La specie di questa voce ha un portamento erbeceo (a ciclo biologico perenne). L'indumento può essere strigoso (pelosità volta in un unico verso), irsuto (peli ispidi) e ghiandoloso.
Fusto. La parte aerea in genere è eretta (gli steli primari sono striscianti), semplice o ramosa. 
Foglie. Le foglie sono disposte in modo opposto e sono sessili. La lamina è intera con forme strettamente ellittiche.
Infiorescenza. Le sinflorescenze sono solitarie. Le infiorescenze vere e proprie sono composte da un capolino lungamente peduncolato di tipo radiato con fiori eterogami. I capolini sono formati da un involucro, con forme da cilindriche a campanulate, composto da 10 brattee, al cui interno un ricettacolo fa da base ai fiori di due tipi: fiori del raggio (mancanti in questa specie) e fiori del disco. Le brattee, con forme oblungo-lanceolate, a consistenza erbacea e con superficie ghiandolosa e sparsamente setosa, sono disposte in modo più o meno embricato su 2 serie. Il ricettacolo in genere è nudo ossia senza pagliette a protezione della base dei fiori; la forma è piatta o da convessa a conica.
Fiori.  I fiori sono tetra-ciclici (formati cioè da 4 verticilli: calice – corolla – androceo – gineceo) e pentameri (calice e corolla formati da 5 elementi). Si distinguono in:
- fiori del raggio (esterni): sono assenti;
- fiori del disco (centrali) da 15 a 25 per capolino: hanno delle forme tubulose (attinomorfe); sono ermafroditi o (raramente) funzionalmente maschili.

- Formula fiorale:

*/x K {\displaystyle \infty }, [C (5), A (5)], G 2 (infero), achenio
- Calice: i sepali del calice sono ridotti ad una coroncina di squame.

- Corolla: la forma della corolla alla base è ampiamente imbutiforme con 5 (raramente 4) lobi; i lobi, glabri, patenti o eretti, hanno una forma triangolare-ovata. Ai lati dei lobi sono presenti delle ghiandole resinose.

- Androceo: l'androceo è formato da 5 stami sorretti da filamenti generalmente liberi; gli stami sono connati e formano un manicotto circondante lo stilo; le teche (produttrici del polline) alla base sono troncate e sono lievemente auricolate (molto raramente sono speronate o hanno una coda); le appendici apicali delle antere hanno delle forme piatte e lanceolate; il tessuto endoteciale (rivestimento interno dell'antera) è quasi sempre polarizzato (con due superfici distinte: una verso l'esterno e una verso l'interno). Il polline è sferico con un diametro medio di circa 25 micron;  è tricolporato (con tre aperture sia di tipo a fessura che tipo isodiametrica o poro) ed è echinato (con punte sporgenti).[9][11]

- Gineceo: l'ovario è infero uniloculare formato da 2 carpelli.[5] Lo stilo (il recettore del polline) è profondamente bifido (con due stigmi divergenti) e con le linee stigmatiche marginali separate.[12] I due bracci dello stilo hanno una forma da lanceolata a deltoide e possono essere papillosi o ricoperti da ciuffi di peli.

Frutti. I frutti sono degli acheni con pappo (raramente è assente); in alcune specie è presente un certo dimorfismo (gli acheni dei fiori del raggio differiscono dagli acheni dei fiori del disco);
- achenio: gli acheni, con forme ellittico-oblunghe, sono lateralmente compressi; la superficie è subglabra; la parete dell'achenio è formata da celle contenenti rafidi ma prive di fitomelanina; il carpoforo normalmente è anulare; in alcuni casi sulla superficie del frutto sono presenti delle setole con punte a forma di ancora;
- pappo: il pappo è formato da 2 serie di numerose setole scarsamente connate (non cadono se sono unite).

## Biologia
Impollinazione: tramite insetti (impollinazione entomogama tramite farfalle diurne e notturne).

Riproduzione: la fecondazione avviene fondamentalmente tramite l'impollinazione dei fiori.

Dispersione: i semi cadono a terra e vengono dispersi soprattutto da insetti come formiche (disseminazione mirmecoria). Un altro tipo di dispersione è zoocoria: gli uncini delle brattee dell'involucro (se presenti) si agganciano ai peli degli animali di passaggio che portano così i semi anche su lunghe distanze. Inoltre per merito del pappo il vento può trasportare i semi anche per alcuni chilometri (disseminazione anemocora).

## Distribuzione e habitat
La specie di questa voce è distribuita in Sudafrica.

## Sistematica
La famiglia di appartenenza di questa voce (Asteraceae o Compositae, nomen conservandum) probabilmente originaria del Sud America, è la più numerosa del mondo vegetale, comprende oltre 23.000 specie distribuite su 1.535 generi, oppure 22.750 specie e 1.530 generi secondo altre fonti (una delle checklist più aggiornata elenca fino a 1.679 generi). La famiglia attualmente (2021) è divisa in 16 sottofamiglie; la sottofamiglia Asteroideae è una di queste e rappresenta l'evoluzione più recente di tutta la famiglia.

### Filogenesi
La tribù Astereae (una delle 21 tribù della sottofamiglia Asteroideae) comprende circa 40 sottotribù. In base alle ultime ricerche nella tribù sono stati individuati (provvisoriamente) 5 principali lignaggi:
- Basal grade: include alcuni generi isolati, il gruppo "South American-Oceania",  alcune sottotribù africane e il gruppo dei generi legnosi del Madagascar.
- Bellis lineage: comprende le sottotribù eurasiatiche e una sottotribù africana.
- Aster lineage: include i generi asiatici di Asterinae e i principali gruppi dell'Australia e dell'Oceania.
- Baccharis lineage: include alcuni gruppi sudamericani.
- North American lineage: include la vasta gamma di sottotribù del Nordamerica, Messico e alcuni gruppi distribuiti nel Sudamerica.

Il genere  Roodebergia (insieme alla sottotribù Homochrominae) è incluso nel Basal grade. In particolare Homochrominae fa parte del sottogruppo relativo agli areali dell'"Africa/Madagascar/Asia sud-est".  La sottotribù è suddivisa in due gruppi: (1) Amellus group: è il gruppo principale (o continentale) e comprende la maggior parte dei generi; (2) Commidendrum group: comprende solamente due generi (Commidendrum - Melanodendron) endemici dell'isola di St. Helena. Il genere di questa voce fa parte del primo gruppo.
I caratteri distintivi della specie  Roodebergia kitamurana  sono:
- le foglie hanno una disposizione opposta;
- i capolini sono solitari;
- la corolla è colorata di porpora con margini ghiandolosi-resinosi.